# Charlot à la plage
Pour plus de détails, voir Fiche technique et Distribution.
Charlot à la plage (titre original : By the sea) est un film américain réalisé par Charlie Chaplin, sorti en 1915.
Il est considéré comme le premier film dans lequel apparait le gag de la peau de banane, inventé par Chaplin,.

## Synopsis
Charlot goûte les joies du bord de mer.

## Fiche technique
- Titre : Charlot à la plage
- Titre original : By the Sea
- Réalisation : Charles Chaplin
- Scénario : Charles Chaplin
- Photographie : Harry Ensign
- Montage : Bret Hampton et Charles Chaplin
- Producteur : Jess Robbins
- Société de production : The Essanay Film Manufacturing Company
- Société de distribution : General Film Company (États-Unis)
- Pays d'origine :  États-Unis
- Format : Noir et blanc — 35 mm — 1,33:1 — Muet
- Genre : Comédie
- Durée : 20 minutes
- Dates de sortie : 
  -  États-Unis : 29 avril 1915

## Distribution
- Charlie Chaplin
- Paddy McGuire
- Snub Pollard
- Edna Purviance